# Năsăud
Năsăud (Hongaars: Naszód, Duits: Nussdorf) is een kleine stad in het noorden van Roemenië, behorend tot het historisch-geografische landsdeel Transsylvanië en tot het district (județ) Bistrița-Năsăud. Năsăud ligt aan de Grote Someș, ten zuidwesten van het Rodnagebergte en 20 km ten noordwesten van de districtshoofdplaats Bistrița. Het telt 10.639 inwoners (2002). Het is van oudsher een belangrijk centrum van Roemeense cultuur.

## Geschiedenis
De eerste vermelding van Năsăud dateert uit 1264 (Nazwod). Het stadje werd in 1762 onder Oostenrijks bewind de eerste garnizoensplaats in de Zevenburgse Militaire Grens (Militärgrenze). Het bleef tot 1861 onder militair bestuur staan, een voor de Roemeense inwoners relatief gunstige situatie, omdat het (Roemeenstalige) onderwijs er tot ontwikkeling kon komen. Toen de Militaire Grens in 1861 werd opgeheven met de afschaffing van het centralistische Systeem-Bach, werd Năsăud de hoofdplaats van het door Roemenen bestuurde district (vidék) Naszód, dat in 1876 met Beszterce fuseerde tot het comitaat Beszterce-Naszód. In 1920 werd heel Transsylvanië aan Roemenië toegewezen en van 1925 tot 1940 was Năsăud de hoofdplaats van een gelijknamig Roemeens district (județ). Ten gevolge van de Tweede Scheidsrechterlijke Uitspraak van Wenen werd het tussen 1940 en 1944 door Hongarije bezet, waarna de status quo van 1920 in 1947 formeel werd hersteld.
Het voormalige hoofdkwartier van het Roemeense grensregiment huisvest thans een regionaal museum.

## Bevolking
De Roemenen zijn in Năsăud veruit in de meerderheid. In 1992 werden er 12.176 inwoners geteld, waarvan 11.682 Roemenen, 322 Roma, 141 Hongaren en twintig Duitsers. In 1910 telde het stadje 3501 inwoners, waarvan 2504 Roemenen, 778 Hongaren en 208 Duitsers. De ooit belangrijke Duitse minderheid van Nussdorf is nagenoeg verdwenen.

## Cultuur
In Năsăud vindt jaarlijks het folkloristische festival Ispas la Năsăud plaats.
Stad met gemeentestatus: Bistrița

Steden zonder gemeentestatus: Beclean · Năsăud · Sângeorz-Băi